# Nathan Fake
Nathan Fake (Necton, 1º marzo 1983) è un musicista britannico.

## Biografia
Nato e cresciuto nella contea di Norfolk in Inghilterra, ha cominciato a comporre musica elettronica sin da giovanissimo.
Il suo successo si forma già all'età di 20 anni quando realizza il singolo Outhouse, un pezzo che di fatto è entrato nella storia della techno. Successivamente si ripete con watlington street EP sulla SAW di Satoshi Tomiie, mentre in autunno del medesimo anno esce il singolo The Sky Was Pink, remixato da James Holden, classe '80, boss della Border Community.
Il brano riscuote immediatamente un grande successo, tanto da venire definito a breve un "instant classic".
Le melodie spaziano tra gli Orbital, i Mogwai e i Boards Of Canada. E a tratti le atmosfere islandesi di Björk, Mum e Sigur Rós.
Il 2005 è l'anno della definitiva consacrazione di Nathan: Realizza "Dinamo", per la etichetta tedesca Traum Schallplatten, di cui a breve ne esce un rmx curato da dominik eulberg.
Qui si notano le mescolanze tra trance e minimal.
Nel 2007 esce il singolo You Are Here, che ha subito riscontrato un notevole successo.
Il suo talento si è fatto sentire in breve anche ai maggiori astri della trance, come Paul van Dyk e Armin van Buuren, e proprio per questo motivo il suo primo pezzo, Outhouse, è stato inserito come seconda traccia nell'album Big Room Trance.
Nel 2009 pubblica un nuovo mini-album composto da 6 tracce, intitolato Hard Islands. Nell'album Nathan ribadisce la sua bravura nel mescolare il suo classico timbro sonoro al ritmo della techno da ballo, strizzando sempre l'occhio ai grandi come Aphex Twin, Boards of Canada, Röyksopp e alla musica acid in generale.
Nel 2011 esce un rmx per un brano tratto dall'ultimo album dei Radiohead, pubblicato in tiratura limitata.
Ha partecipato al festival "Dissonanze" tenutosi a Roma.

## Discografia

### Album studio
- Drowning in a Sea of Love (2006) - Border Community
- Hard Islands (2009) - Border Community
- Steam Days (2012) - Border Community
- Providence (2017) - Ninja Tune
- Blizzards (2020) – Cambria Instruments
- Crystal Vision (2023) - Cambria Instruments

### EP
- Outhouse (2003) - Border Community
- Watlington Street EP (2004) - Saw Recordings
- The Sky Was Pink (2004) - Border Community
- Dinamo EP (2005) Traum Schallplatten
- Silent Night (2005) - Border Community 7" release
- Drowning in a Sea of Remixes (Remix EP) (2006) - Border Community
- You Are Here (2007) - Border Community